# Donald McInnes
Pour les articles homonymes, voir McInnes.
Donald McInnes est un altiste américain né le 7 mars 1939 à San Francisco et mort le 23 octobre 2024 à Rancho Mirage,.

## Biographie
Donald McInnes naît le 7 mars 1939 à San Francisco.
Après des études générales à Santa Barbara, il fait ses études musicales à l'Université de Californie du Sud et devient à partir de 1966 professeur à l'Université de Washington.
En 1971, McInnes est lauréat de la Fondation Ford.
Comme interprète, il mène une carrière de soliste, se produisant avec les principaux orchestres américains ou en Europe sous la direction de Leonard Bernstein, avec lequel il enregistre notamment Harold en Italie d'Hector Berlioz.
Le compositeur William Schuman a écrit son Concerto on Old English Rounds pour Donald McInnes, qui le crée à Boston en 1974.
Retiré depuis 2009 de ses activités d'interprète, McInnes continue cependant à enseigner : il est professeur à l'école de musique Thornton (en).